# Nematus pallens
Nematus pallens är en stekelart som först beskrevs av Friedrich Wilhelm Konow 1903.  Nematus pallens ingår i släktet Nematus, och familjen bladsteklar. Arten är reproducerande i Sverige.